# Ouaouizeght
Ouaouizeght (en amazigh : Wawizeght, en arabe : واويزغت) est une ville du Maroc. Elle est située dans la région de Béni Mellal-Khénifra.

## Démographie
Recensements de la population :